# Corupția în Bulgaria
Corupția în Bulgaria este în scădere, după o serie de reforme implementate prin orientările UE. Printre îmbunătățirile recente, amendamentele aduse constituției din 2015 au adus o reformă Consiliului Suprem al Magistraturii și un inspectorat judiciar mai puternic. În plus, cadrul legislativ mai larg a cunoscut o serie de reforme de-a lungul anilor, în special prin modificările Legii sistemului judiciar în 2016 și ale Codului de procedură penală în 2017.

## Indicele de percepție a corupției
Indicele de percepție a corupției (IPC) este publicat de Transparency International la începutul fiecărui an. Raportul se bazează pe sondaje efectuate de experți din întreaga lume pe teme precum presa liberă, integritate și justiție independentă. În IPC, țările de rang inferior se confruntă cu „instituții publice nedemne de încredere și funcționează prost, cum ar fi poliția și sistemul judiciar”.
În Indicele de percepție a corupției din 2023, Bulgaria a obținut un scor de 45 pe o scară de la 0 („foarte corupt”) la 100 („necorupt”). Când este clasată după scor, Bulgaria s-a clasat pe locul 67 dintre cele 180 de țări din Index, unde țara clasată pe primul loc este percepută ca având cel mai onest sector public. Pentru comparație cu scorurile la nivel mondial, cel mai bun scor a fost 90 (locul 1), scorul mediu a fost 43, iar cel mai slab scor a fost 11 (locul 180). Pentru comparație cu scorurile regionale, cel mai mare scor în rândul țărilor din Europa de Vest și din Uniunea Europeană a fost 90, scorul mediu a fost 65 și cel mai mic scor 42.

## Tipuri de corupție

### Lobby
Un studiu din 2014 al Transparency International a indicat că lobby-ul în Bulgaria este în principal nereglementat. „Raportul Lobbying in Bulgaria: Interests, Influence, Politics arată că există deficite semnificative în ceea ce privește transparența, integritatea și egalitatea de acces în ceea ce privește influența asupra luării deciziilor publice în țară.” Studiul a folosit un cadru dintr-un proiect numit „ridicarea lobby-ului”, iar Bulgaria a primit un „scor global de doar 25%”. Pentru transparență, Bulgaria a primit un scor de 13%; pentru integritate, 25%; și 38% pentru calitatea accesului gratuit. Până în 2014, patru propuneri legislative au fost introduse în parlamentul Bulgariei, dar niciunul dintre proiectele de lege nu a fost adoptat.

### Cumpărarea de voturi
În timpul alegerilor parlamentare din 2014, linia telefonică de asistență Transparency International din Bulgaria a primit 202 plângeri. Una dintre primele trei plângeri a vizat cumpărarea de voturi. Un proprietar de cârciumă dintr-un sat mic le-a oferit alegătorilor de etnie romă 40 de dolari pentru a vota într-un anumit mod, banii fiind plătiți doar dacă partidul politic în cauză câștigă. Aproximativ 480.000 de buletine de vot tipărite ilegal au fost descoperite la o tipografie din Kostinbrod cu o zi înainte de alegerile parlamentare din mai 2013. S-ar putea ca buletinele de vot albe să fi fost pregătite pentru a manipula votul. Proprietarul tipografiei, un consilier municipal din GERB, a susținut că buletinele de vot sunt o deteriorare tehnică.

### Judiciar
În 2017, Consiliul Europei și-a exprimat îngrijorarea cu privire la lipsa independenței judiciare și la compromisul separării puterilor în țară. Comisia de la Veneția și-a exprimat îngrijorarea cu privire la modelul sovietic de urmărire penală a Bulgariei, care îl transformă într-o „sursă de corupție și șantaj”. Activiștii civili au cerut de ceva vreme demisia procurorului general al Bulgariei Sotir Țațarov⁠(d), din cauza presupusei sale implicări în cazuri de corupție.

### Licitații publice
Achizițiile publice reprezintă un domeniu cu risc semnificativ de corupție. Multe dintre contractele publice sunt atribuite unor companii legate politic, pe fondul unor nereguli larg răspândite, încălcări ale procedurilor și criterii de atribuire personalizate. Guvernul interimar al lui Ognian Gerdzhikov a constatat încălcări pe scară largă în achizițiile de apărare, după ce a preluat puterea de la Al Doilea Guvern Borisov în 2017; 45 din 82 de contracte ale Ministerului Apărării semnate anul precedent au încălcat legile și reglementările privind achizițiile publice. Frauda a fost puternic suspectată în nouă dintre proceduri.
Se estimează că 10 miliarde de leva (5,99 miliarde de dolari) din bugetul de stat și fondurile europene sunt cheltuite în licitații publice în fiecare an; aproape 14 miliarde leva (8,38 miliarde de dolari) au fost cheltuite pe contracte publice doar în 2017.

## Notă explicativă
1. ↑  Austria, Belgia, Bulgaria, Croația, Cipru, Cehia, Danemarca, Estonia, Finlanda, Franța, Germania, Grecia, Ungaria, Islanda, Irlanda, Italia, Letonia, Lituania, Luxemburg, Malta, Olanda, Norvegia, Polonia, Portugalia, România, Slovacia, Slovenia, Spania, Suedia, Elveția și Regatul Unit